# Friedrich August Reissiger
Friedrich August Reissiger (Belzig, 1809 - Frederikshald, 1883) fou un compositor alemany.
Primer estudià música a l'Escola de Sant Tomàs de Leipzig i després cursà teologia a Berlín, però per consell de Carl Friedrich Zelter es dedicà exclusivament a la música. De 1840 a 1850 fou director d'orquestra a Cristiania, avui Oslo. A Noruega dirigí 60 òperes i fundà una escola de cant. Més tard dirigí una banda militar a Frederikshald. Com a compositor cultivà quasi tots els generes, però destacà en els lieder. Era germà del també compositor Carl Gottlieb Reissiger (1798-1869).